# Vallebona
Vallebona är en ort och kommun i provinsen Imperia i regionen Ligurien i Italien. Kommunen hade 1 311 invånare (2018).